# Cuộc chiến á phiện
Cuộc chiến á phiện, hay còn gọi là Bão trắng (tiếng Trung: 掃毒, tiếng Anh: The White Storm, Hán-Việt: Tảo độc), là một bộ phim điện ảnh thuộc thể loại hành động - hình sự - giật gân do Hồng Kông và Trung Quốc hợp tác sản xuất năm 2013. Tác phẩm do Trần Mộc Thắng làm đạo diễn, viết kịch bản và đồng sản xuất, với sự tham gia của các diễn viên chính gồm Cổ Thiên Lạc, Trương Gia Huy và Lưu Thanh Vân.
Bộ phim lần đầu công chiếu tại Liên hoan phim châu Á - Hồng Kông vào ngày 25 tháng 10 năm 2013. Phim chính thức khởi chiếu tại rạp vào ngày 29 tháng 11 năm 2013 tại Trung Quốc và ngày 5 tháng 12 năm 2013 tại Hồng Kông. Bộ phim nhận được nhiều lời đánh giá cao từ các nhà phê bình và các khán giả.
Phần thứ hai của bộ phim có tựa đề là Bão trắng 2: Trùm á phiện chính thức ra mắt vào ngày 16 tháng 7 năm 2019.

## Nội dung
Câu chuyện kể về cảnh sát chìm Tô Kiến Thu (Cổ Thiên Lạc) gia nhập xã hội đen để triệt phá đường dây ma túy do Hắc Sài (Lâm Quốc Bân) đứng đầu. Anh phải kết hợp chặt chẽ với Mã Hạo Thiên (Lưu Thanh Vân) - một điều tra viên của Cục ma túy Hồng Kông và cấp dưới của anh là Trương Tử Vĩ (Trương Gia Huy). Cả ba phải hợp sức trong những tình huống hiểm nghèo nhất để tìm ra tên trùm của đường dây buôn bán ma túy xuyên quốc gia.
Thu đã nằm vùng trong băng nhóm buôn ma túy một thời gian dài. Anh vô cùng bức xúc khi không thể sống một cuộc sống bình thường. Thiên và Vĩ thường thuyết phục Thu rằng anh có thể trở lại đơn vị sau khi họ bắt được trùm ma túy lớn cuối cùng. Ba người bạn đến Thái Lan để truy bắt ông trùm có biệt danh Bát Diện Phật. Để tiếp cận tổ chức của Bát Diện Phật, cả ba phải thực hiện một cuộc giao dịch giả. Tuy nhiên, vì lo lắng cho sự an toàn của chính mình và những người đồng nghiệp, Thu bí mật dùng điện thoại liên lạc với phía Bát Diện Phật và đòi hủy giao dịch, điều này vô tình khiến lão trùm cử một chiếc trực thăng vũ trang đến bắn phá, gây thương vong cho lực lượng cảnh sát Thái Lan. Sau cuộc giao chiến, Bát Diện Phật buộc Thiên phải lựa chọn cứu mạng Thu hoặc Vĩ. Cuối cùng, Thiên chọn cứu Thu, và Vĩ bị bắn rơi xuống hồ nước đầy cá sấu. Cái chết của Vĩ khiến cả Thiên và Thu vô cùng đau khổ. Cả hai được tha mạng và trở về Hồng Kông, họ thay thế Vĩ chăm sóc mẹ của anh ta. Vợ của Thu đã chia tay anh sau khi hạ sinh một cô con gái.
Năm năm sau, Sanit Wei, con trai của Bát Diện Phật, bị giết ở Hồng Kông bởi băng đảng Tiêm Sa Chủy do Đoạt Khôn cầm đầu. Thiên và Thu phát hiện ra Vĩ vẫn còn sống khi anh ta trở về Hồng Kông. Vĩ cũng đã kết hôn với Mina và trở thành con rể của Bát Diện Phật, tuy nhiên anh ta vẫn âm thầm tìm cách chống lại lão. Cả ba hóa giải bất hòa của nhau, tình anh em được tái sinh một lần nữa, và Thu đã tái hợp với vợ và con gái mình. Một sự thật được tiết lộ: Vĩ đã thông đồng với Đoạt Khôn trong việc giết Sanit để lừa Bát Diện Phật đến Hồng Kông.
Khi Bát Diện Phật dự đám tang con trai mình, ba người bạn đã quyết định đối đầu với lão. Vĩ, người đã bị Bát Diện Phật nghi ngờ, buộc phải chặt một bàn tay của mình. Sau đó một cuộc đấu súng dữ dội diễn ra, Thiên, Thu và Vĩ tiêu diệt rất nhiều thuộc hạ của Bát Diện Phật. Trong lúc giao chiến, Vĩ bị giết, Thiên và Thu đều bị thương. Thiên hi sinh thân mình để đỡ đạn cho Thu, người đã bắn chết Bát Diện Phật. Thu sau đó mỉm cười cay đắng, nhận ra rằng cuối cùng họ đã triệt hạ toàn bộ tổ chức tội phạm nhưng với một cái giá quá đắt, chính là cái chết của Thiên và Vĩ.

## Diễn viên
- Cổ Thiên Lạc trong vai Tô Kiến Thu
- Lưu Thanh Vân trong vai Mã Hạo Thiên
- Trương Gia Huy trong vai Trương Tử Vĩ
- Viên Tuyền trong vai Viên Khả Nhi
- La Hải Bằng trong vai Ngụy Hưng Quang/Bát Diện Phật

## Giải thưởng
| Danh sách giải thưởng                     | Danh sách giải thưởng             | Danh sách giải thưởng                                                                            | Danh sách giải thưởng |
| Giải thưởng từ liên hoan phim             | Hạng mục                          | Đối tượng đề cử                                                                                  | Kết quả               |
| ----------------------------------------- | --------------------------------- | ------------------------------------------------------------------------------------------------ | --------------------- |
| Liên hoan phim Trường Xuân lần thứ 12     | Quay phim xuất sắc nhất           |                                                                                                  | Đề cử                 |
| Liên hoan phim Trường Xuân lần thứ 12     | Hiệu ứng hình ảnh xuất sắc nhất   |                                                                                                  | Đề cử                 |
| Liên hoan phim Trường Xuân lần thứ 12     | Nhạc phim hay nhất                | Nicolas Errèra                                                                                   | Đoạt giải             |
| Giải thưởng điện ảnh Hồng Kông lần thứ 33 | Phim truyện hay nhất              | Cuộc chiến á phiện                                                                               | Đề cử                 |
| Giải thưởng điện ảnh Hồng Kông lần thứ 33 | Đạo diễn xuất sắc nhất            |                                                                                                  | Đề cử                 |
| Giải thưởng điện ảnh Hồng Kông lần thứ 33 | Nam diễn viên chính xuất sắc nhất |                                                                                                  | Đề cử                 |
| Giải thưởng điện ảnh Hồng Kông lần thứ 33 | Nam diễn viên chính xuất sắc nhất | Đề cử                                                                                            |                       |
| Giải thưởng điện ảnh Hồng Kông lần thứ 33 | Nữ diễn viên phụ xuất sắc nhất    | La Lan                                                                                           | Đề cử                 |
| Giải thưởng điện ảnh Hồng Kông lần thứ 33 | Quay phim xuất sắc nhất           |                                                                                                  | Đề cử                 |
| Giải thưởng điện ảnh Hồng Kông lần thứ 33 | Dựng phim xuất sắc nhất           |                                                                                                  | Đề cử                 |
| Giải thưởng điện ảnh Hồng Kông lần thứ 33 | Ca khúc trong phim hay nhất       | Ca khúc: Tâm chiếu nhất sinh Ca sĩ, sản xuất, phối khí: RubberBand Sáng tác: RubberBand, Lữ Điềm | Đề cử                 |
| Giải Bách Hoa lần thứ 32                  | Nam diễn viên chính xuất sắc nhất |                                                                                                  | Đề cử                 |
| Giải Bách Hoa lần thứ 32                  | Nữ diễn viên phụ xuất sắc nhất    |                                                                                                  | Đề cử                 |
| Giải Bách Hoa lần thứ 32                  | Diễn viên mới nổi bật nhất        | Mã Dục Kha                                                                                       | Đoạt giải             |
| Giải Kim Mã lần thứ 51                    | Nam diễn viên chính xuất sắc nhất |                                                                                                  | Đề cử                 |
| Giải Kim Mã lần thứ 51                    | Hiệu ứng hình ảnh xuất sắc nhất   |                                                                                                  | Đề cử                 |
| Giải Kim Mã lần thứ 51                    | Chỉ đạo võ thuật xuất sắc nhất    |                                                                                                  | Đề cử                 |
| Giải Kim Mã lần thứ 51                    | Quay phim xuất sắc nhất           |                                                                                                  | Đề cử                 |
| Giải Kim Mã lần thứ 51                    | Thiết kế âm thanh xuất sắc nhất   |                                                                                                  | Đề cử                 |
| Giải Kim Mã lần thứ 51                    | Ca khúc trong phim hay nhất       | Ca khúc: Tâm chiếu nhất sinh Ca sĩ, sản xuất, phối khí: RubberBand Sáng tác: RubberBand, Lữ Điềm | Đề cử                 |